# 鼠尾蚤草
鼠尾蚤草（学名：Pulicaria salviifolia），为菊科蚤草属下的一个植物种。